# プロトエーノール
プロトエーノール（古希: Προθοήνωρ, Prothoēnōr）は、ギリシア神話の人物である。アレーイリュコスとテオブーレーの子、あるいはイトーノスの子アルキリュコスの子で、アルケシラーオスと兄弟。長母音を省略してプロトエノルとも表記される。
トロイア戦争では、ペーネレオース、レーイトス、アルケシラーオス、クロニオスとともにギリシア軍におけるボイオーティアの武将の1人で、テスピアイの軍勢8隻を率いたともいわれる。小アイアースがサトニオスを殺したとき、サトニオスを助けようとしたプーリュダマース（ポリュダマース）に殺された。大アイアースはプーリュダマースを討とうとして槍を投げると、外れてアンテーノールの子アルケロコスに当って殺した。。
プロトエーノールは一説にヘクトールに討たれた。